# Каччини, Джулио
Джу́лио Каччи́ни (итал. Giulio Caccini или Giulio Romano; 8 октября 1551, Рим — 10 декабря 1618, Флоренция) — итальянский композитор, певец, музыкант, преподаватель.

## Биография
Мало сведений о ранних годах жизни. Родился в Италии, сын плотника Микеланджело Каччини. Младший брат — известный флорентийский скульптор Джованни Каччини. В Риме изучал игру на лютне, ножной виоле и арфе, там же снискал первую славу певца. В 1560-х Франческо I, великий герцог Тосканы, был так впечатлён мастерством Джулио, что пригласил его во Флоренцию для дальнейшего обучения.
К 1579 году Каччини был певцом двора Медичи. Обладая тенором, он аккомпанировал себе игрой на виоле да гамба или на архилютне. Он часто выступал на разных мероприятиях, включая свадьбы и государственные мероприятия, принимал участие в роскошных интермедиях.
Джулио Каччини принадлежал к кружку музыкантов (Галилеи, Пери, Кавальери) и поэтов (Ринуччини), способствовавших возникновению оперы в Италии. Этот кружок (известен как Флорентийская камерата) собирался во Флоренции в доме гуманиста и мецената Джованни Барди, после 1592 г. — в доме Джованни Корси. Кружок был нацелен на восстановление былого величия и наследия древнегреческой драматической музыки. Благодаря музыкальному таланту и личным качествам Каччини в Камерате была разработана концепция монодии (экспрессивного музыкального склада, характеризующегося одноголосным пением), что стало прорывом в музыке, особенно после многовекового опыта полифонической музыки эпохи Возрождения.
На протяжении 1580—1600 годов Каччини продолжал свою деятельность певца, педагога и композитора. Его педагогический талант ранее был незаслуженно недооценен, так как он воспитал целое поколение музыкантов «нового стиля», включая кастрата-сопраниста Джованни Гуальберто Мальи, который исполнял некоторые арии на премьере оперы «Орфей» Клаудио Монтеверди.
Каччини совершал как минимум одно путешествие в Рим в 1592 году в качестве секретаря Графа Барди, где также снискал славу исполнителя и музыканта, согласно его автобиографическим записям. Однако в Риме всё ещё господствовало консервативное направление в музыке, которое задавалось Римской школой и Палестриной, поэтому до XVII столетия лишь немногие следовали новаторству Каччини.
Характер Каччини, по-видимому, был не вполне благородным, поскольку он часто руководствовался завистью и ревностью не только в своей профессиональной стезе, но и для личного продвижения по службе у Медичи. Однажды он сообщил великому герцогу Франческо о двух любовниках в доме Медичи — Леоноре, жене Пьетро Медичи, у которой был незаконный роман с Бернардино Антинори, — и именно это привело непосредственно к убийству Леоноры Пьетро. Его соперничество с Эмилио де Кавальери и Якопо Пери, по-видимому, было интенсивным: возможно, именно он организовал смещение Кавальери с поста директора торжеств по случаю свадьбы Генриха IV французского и Марии Медичи в 1600 году (событие, которое заставило Кавальери в ярости покинуть Флоренцию), а также, по-видимому, поспешил напечатать свою собственную оперу «Эвридика» до того, как опера Пери на ту же тему могла быть опубликована, одновременно приказав своей группе певцов не иметь дел с постановкой Пери.
После 1605 года Каччини потерял прежнее влияние в мире музыки, хотя и продолжал участвовать в сочинении и исполнении антифонов.
Умер во Флоренции, погребен в церкви Сантиссима-Аннунциата.
Обе дочери — Франческа и Сеттимия Каччини — стали известными певицами и композиторами.

## Музыка
Каччини считается одним из основателей сольного пения, облечённого в художественную форму, благодаря чему полифоническая музыка лишилась своего безусловно преобладающего значения.
Первый опыт Каччини в речитативном стиле — монодрама «Combattimento d’Appoline col serpente», на текст Барди (1590). За ним последовали драма с музыкой «Дафна», написанная в сотрудничестве с Пери на текст Ринуччини (1594); драма «Эвридика», сначала написанная совместно с Пери (1600), а затем переписанная Каччини на текст Ринуччини.
Исторически значим сборник Каччини «Новая музыка» (Le nuove musiche; Флоренция, 1602), в который вошли мадригалы, канцоны и арии в новом гомофонном стиле. В Предисловии к сборнику Каччини объясняет новаторские принципы Второй практики (без самого этого термина), положенные им в основу композиции. Ещё один подобный сборник «Nuove arie» был издан в Венеции в 1608 году.
Одно из наиболее известных и часто исполняемых произведений, «Ave Maria», приписываемое Каччини, является, по мнению исследователей, музыкальной мистификацией и принадлежит перу советского композитора и музыканта Владимира Вавилова. Впервые песня была издана им на пластинке «Лютневая музыка XVI—XVII веков» в 1970 году без указания своего имени.